# التیم (ایهنگین)
التیم (ایهنگین) (به آلمانی: Altheim (Ehingen)) یک شهرداری در آلمان است که در الب-دانو-کریس واقع شده‌است.

## خصوصیات
التیم ۷٫۸۰ کیلومترمربع مساحت دارد ۶۰۶ متر بالاتر از سطح دریا واقع شده‌است.